# Mars 1787
Cette page présente les faits marquants du mois de mars 1787.

## Événements
- États-Unis : fondation de Clinton (comté d'Oneida)[1].

- 31 mars, France : Calonne publie ses réformes jusqu’alors tenues secrètes pour en appeler à l’opinion publique. Abandonné par le roi, il doit démissionner (8 avril).

## Naissances
- 6 mars : Joseph von Fraunhofer (mort en 1826), « opticien »[2] et physicien allemand.
- 8 mars : Karl Ferdinand von Gräfe (mort en 1840), médecin allemand (né dans la république des Deux Nations).
- 10 mars : William Etty, peintre britannique († 13 novembre 1849).
- 14 mars : Tharrawaddy Min, roi de Birmanie (1837-1846) († 17 novembre 1846).
- 16 mars : Georg Ohm (mort en 1854), physicien allemand.
- 20 mars : Casimir de Rochechouart de Mortemart, militaire, diplomate, et homme politique français du XIXe siècle († 1er janvier 1875).
- 28 mars : Claudius James Rich (mort en 1821), voyageur, archéologue et anthropologue britannique.
- 29 mars : Carl Philipp Sprengel (mort en 1859), botaniste allemand.

## Décès
- 20 mars : Pierre Beaumesnil (né vers 1707), comédien, voyageur, dessinateur et archéologue français[3].